# Phragmatobia fusca
Phragmatobia fusca là một loài bướm đêm thuộc phân họ Arctiinae, họ Erebidae.